# Megachile umbiloensis
Megachile umbiloensis är en biart som beskrevs av Cockerell 1920. Megachile umbiloensis ingår i släktet tapetserarbin, och familjen buksamlarbin. Inga underarter finns listade i Catalogue of Life.